# شوتا هاسوناما
شوتا هاسوناما (باليابانية: 蓮沼 翔太) (15 أكتوبر 1993 في إيباراكي في اليابان – )؛ هو لاعب كرة قدم ياباني سابق كان يلعب كلاعب وسط.

## وصلات خارجية
- شوتا هاسوناما على موقع رابطة كرة القدم اليابانية للمحترفين (اليابانية)
- شوتا هاسوناما على موقع قاعدة بيانات كرة القدم.إي يو (الإنجليزية)
- شوتا هاسوناما على موقع Soccerway.com (الإنجليزية)